# Associazione delle conferenze episcopali dell'Africa occidentale anglofona
L'Associazione delle conferenze episcopali dell'Africa occidentale anglofona (Association of Episcopal Conferences of Anglophone West Africa, AECAWA) è stato un organismo della chiesa cattolica che raggruppa i vescovi dell'Africa occidentale anglofona.

## Storia
La AECAWA nacque nel 1977.
Il 1º settembre 2009 fu soppressa insieme alla Conferenza episcopale regionale dell'Africa occidentale francofona per dare origine alla Conferenza episcopale regionale dell'Africa occidentale.

## Elenco dei presidenti
- Cardinale Dominic Ignatius Ekandem (1978 - 1983)
- Arcivescovo John Kodwo Amissah (1983 - 1989)
- Arcivescovo Michael Kpakala Francis (1989- 1996)
- Vescovo Peter Kwasi Sarpong (1996 - 2001)
- Arcivescovo John Olorunfemi Onaiyekan (2001 - 1º settembre 2009)